# Сена-Куль
Сена-Куль (Сенакуль, Сенакул) — упразднённый хутор Караидельского района БАССР России. Жили русские (1920). Ныне урочище на территории Озёркинского сельсовета Республики Башкортостан Российской Федерации.

## География
Располагался, по данным 1906 года,  выселок при реч. Сенакуле.

### Географическое положение
Расстояние, на 1 июня 1952 года, до:
- районного центра (Караидель): 66 км,
- центра сельсовета (Круш): 11 км,
- ближайшей ж/д станции (Щучье Озеро): 146 км.

## История
Основан во второй половине 19 в. века.
К 1917 году в составе в Балакчинской волости Бирского уезда.
В 1939, 1952 в составе Крушинского сельсовета. В переписи 1959 года не упоминается.
Упразднён в промежутке 1952—1959 годов.

## Население
В 1896 в 7 дворах проживало 26 человек, в 1906 — 77, в 1917 в 17 дворах — 70 человек, в 1920 — 73. По Всесоюзной переписи 1939 года на хуторе проживали 6 человек (по 3 мужчины и женщины).